# Trà cọc rào
Trà cọc rào hay chè tàu (danh pháp hai phần: Acalypha siamensis Oliv. ex Gage, 1922 hay Acalypha evrardii Gagnep., 1924) là một loại cây thuộc họ Đại kích (Euphorbiaceae). Loài này được Oliv. ex Gage miêu tả khoa học đầu tiên năm 1922.
Phân bố chủ yếu tại Lào và Việt Nam (từ miền trung trở vào).
Là loài cây có xuất xứ hoang dại, dễ trồng, có thể trồng bằng cách giâm cành bánh tẻ rất nhanh bén rễ, đâm cành. Cành dài dễ uốn và lá rậm rạp, thường cao từ 1,5 m đến 2,3 m tạo thành các bụi rậm độc lập. Chịu hạn tốt.
Cây trà này không uống được. Nguồn gốc được du nhập từ Trung Hoa.
Người dân ở 3 miền Việt Nam thường trồng nó làm hàng rào xung quanh vườn nhà. Khi thường xuyên cắt xén, tỉa bớt những cành nhánh tua ra ngoài, hàng chè tàu quanh nhà sẽ tạo thành một bức tường xanh đẹp mắt. Có thể ngăn gia súc vào phá vườn và nhà.
Cành dài uốn cành dễ dàng theo một dáng hình trong Nghệ thuật tạo hình, nếu cắt tỉa khéo một hình dạng theo thời gian có thể tạo thành hình dáng con vật, chùa, tháp...
Cùng với hàng rào dâm bụt, hàng rào chè tàu là một trong những nét rất gần gũi của thôn quê Việt Nam.

## Một vài hình ảnh về cây chè tàu

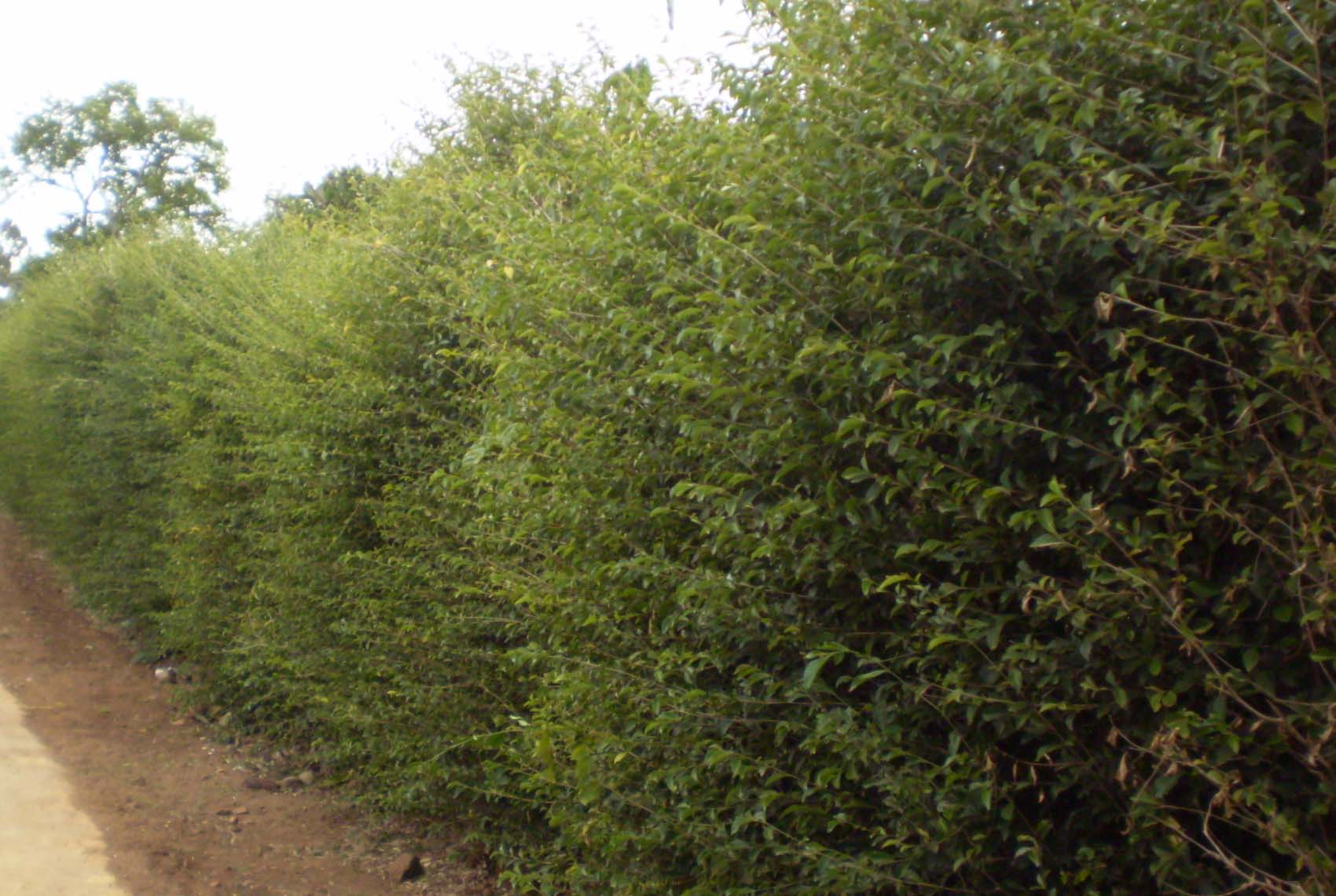
Hàng chè tàu tại Đăk Lăk, Việt Nam.
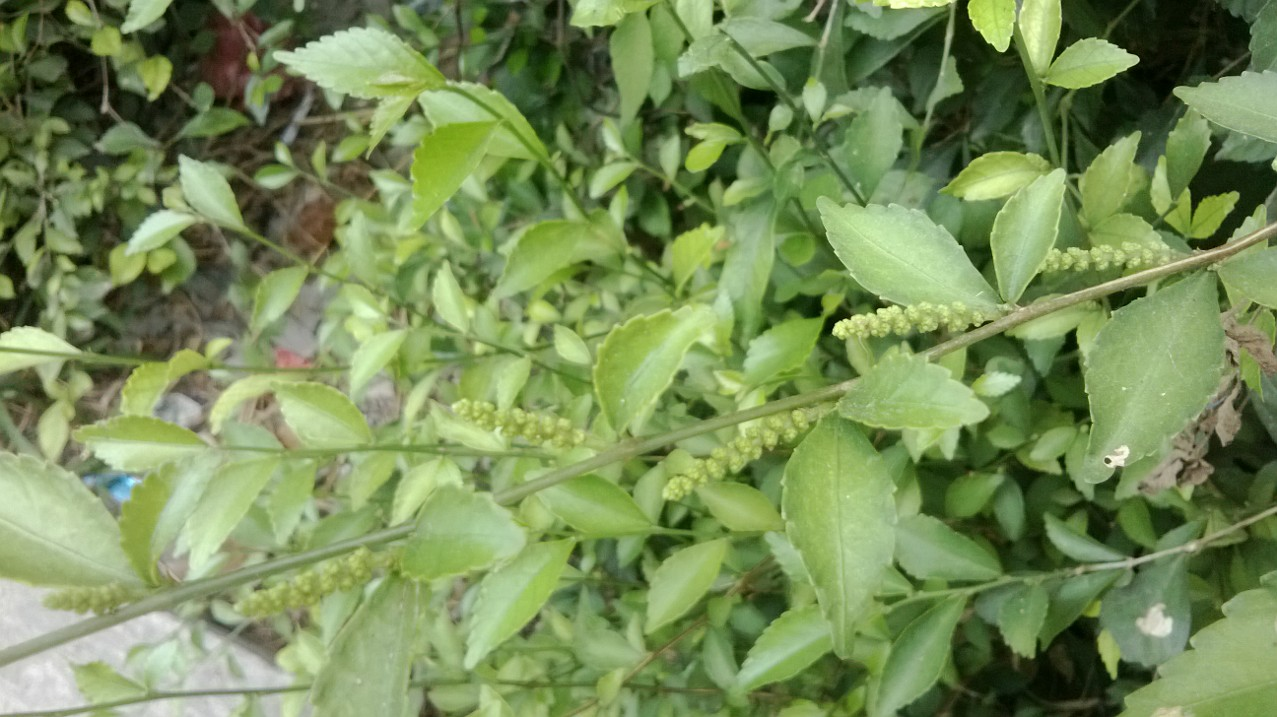
Cành chè mạn[cần dẫn nguồn] (trà cọc rào) mang hoa, tại Thanh Hóa, Việt Nam.